# شهرستان جینشا
شهرستان جینشا (به لاتین: Jinsha County) یک منطقهٔ مسکونی در چین است که در بیجای واقع شده‌است.